# Variotherme Temperierung
Die Variotherme Temperierung ist ein spezielles Verfahren in der Spritzgießindustrie, um ein Kunststoff-Bauteil möglichst exakt und effizient zu produzieren. Dabei spielt das geregelte, zielgerichtete und prozessintegrierte Aufheizen und Abkühlen des Spritzgießwerkzeugs eine zentrale Rolle. Die variotherme Temperierung erfolgt durch dynamisches und bereichsweises Zu- und Abführen von Wärme am Spritzgießwerkzeug. Hierzu wird das Werkzeug innerhalb kurzer Zeit abgekühlt und aufgeheizt, um die Kunststoff-Schmelze positiv zu beeinflussen. Für dieses Verfahren ist nahezu zwingend eine konturfolgenden Temperierung (konturnahe Temperierung) der entsprechenden Werkzeugeinsätze erforderlich, um Problemen in der Spritzguss-Produktion entgegenzuwirken und die Effizienz zu erhöhen. Nur mit einer sehr engen, homogenen und exakt ausgelegten Wärmetauscherfläche innerhalb der Werkzeugeinsätze direkt unterhalb der Formkontur (eben konturfolgend eingebracht) kann die variotherme Temperierung ihre Vorteile voll ausspielen und in Serie eingesetzt werden.
Werden hier Fehler in Form falscher Auslegung gemacht, führt dies nicht selten zu großen Problemen hinsichtlich Qualität und natürlich auch Energieverbrauch.
Der erhöhte Aufwand in der Werkzeugkonstruktion und die zur variothermen Temperierung benötigte Energie steht der gesteigerten Effizienz und erhöhten Qualität gegenüber. So lassen sich durch das variotherme Spritzgießen beispielsweise Oberflächendefekte (sichtbare Bindenähte, matte Höfe, Farbmängel) vermeiden und dünne Wandstärken realisieren.

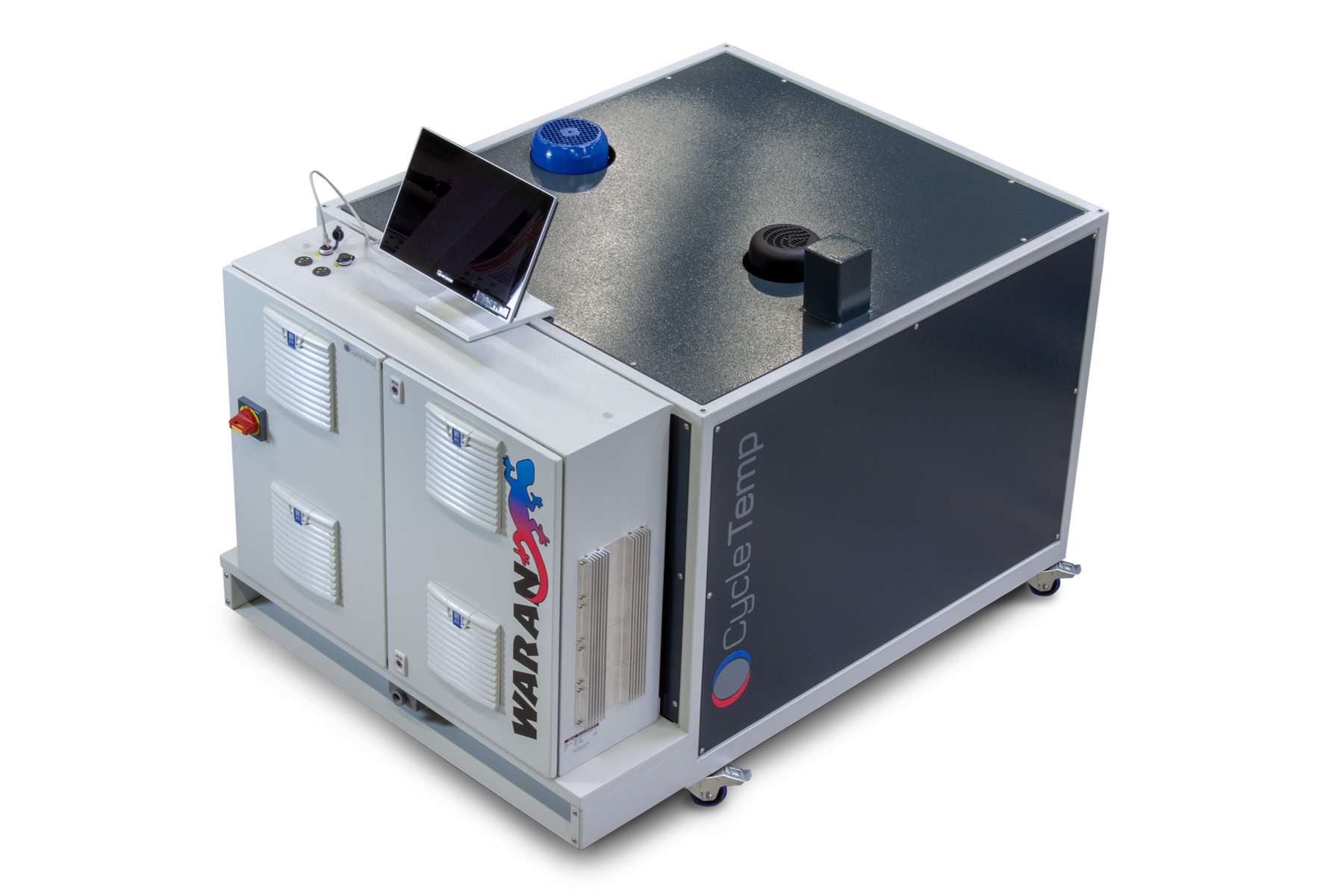
Ansicht eines leistungsfähigen und großen Temperiergerätes

Es werden spezielle Temperiergeräte genutzt, um die schnelle Kühlung und Aufheizung des Werkzeugs zu realisieren.
Partiell-zyklisches Zu- und Abführen von Wärme am Spritzgießwerkzeug (mit Betonung auf zyklisches Wiederholen der Wärmezu- und abfuhr) stellt ein bestimmtes Weitertreiben des obigen Konzepts dar. Die Entwicklung von speziellen Wärmezu- und abfuhrzyklen führt zu einer Perfektionierung des Spritzgussprodukts.